# Miskina, la pauvre
Miskina, la pauvre est une série télévisée française crée par Melha Bedia, Xavier Lacaille et Yoann Gromb. Elle est diffusée sur Prime Video depuis le 30 septembre 2022.

## Synopsis
Fara, d'origine algérienne, a 30 ans. Elle n'a pas de logement à elle, n'a pas d'emploi ni de conjoint. Elle a de nombreux défauts dont une forte myopie et son surpoids. Sa famille lui met constamment la pression, notamment sa sœur Safia et sa grand-mère. Elle ne parvient pas à lancer son affaire de foodtruck. Par ailleurs, Fara se sent tiraillée entre sa mère, nostalgique, et sur l'envie de renouer les liens avec son père. De plus, Fara est secrètement amoureuse de son meilleur ami, Nassim. Mais elle va rencontrer un autre homme, un peu perché, qui tombe amoureux d’elle. Fara va devoir se prendre en main et arrêter d’être une miskina.

## Distribution

### Acteurs principaux
- Melha Bedia : Fara
- Shirine Boutella : Safia
- Hakim Jemili : Nassim
- Victor Belmondo : Maxime
- Xavier Lacaille : Damien
- Alka Balbir : Cherifa
- Nadia Kaci : Najet
- Zorah Benali : Rania
- Sarah Layssac : Nadia
- Romain Delbart : Rudy
- Oussama Kheddam : Bilal

### Acteurs récurrents
- Moussa Maaskri : Kader
- Hassam Ghancy : Ramdane
- Nassima Benchicou : Mariam
- Quitterie Picamoles : Carlotta (telenovela)
- Mustapha Abourachid : Rachid
- Laura Masci : l'actrice de la telenovela
- David Decraene : l'acteur de la telenovela
- Benjamin Garnier : l'acteur de la telenovela
- Adam Gherras : Abraham

### Fiche technique
Sauf indication contraire, les informations mentionnées dans cette section peuvent être confirmées par les bases de données cinématographiques IMDb et Allociné,  présentes dans la section « Liens externes ».
- Production : Margaux Dourdin Marciano, Nicolas Duval Adassovsky
- Décors : Maamar Ech-Cheikh
- Costumes : Camille Rabineau
- Photographie : Emmanuel Soyer
- Son : Emmanuel Augeard, Nicolas Fioraso, Vincent Cosson
- Montage : Guillaume Lauras, Grégoire Sivan, Romain Boileau, Marie-Pierre Frappier
- Maquillage :
- Pays de production :  France
 Algérie
- Langue originale : français kabyle
- Format : couleur

## Production
Le film Forte avec Melha Bedia est diffusé sur Prime Video en 2020. Melha Bedia et sa collaborattice Margaux Marciano ont ensuite voulu retravailler ensemble : « Avec Margaux Marciano, ma complice de toujours, on avait déjà travaillé pour Amazon sur Forte, ça avait très bien marché, parce que les gens étaient confinés aussi. On avait cette envie commune de retravailler ensemble sur une série. Parce qu’avec une série, on a plus de temps pour développer les personnages, une histoire. Du coup nous nous sommes donné ce challenge-là. »
Melha Bedia cite la série télévisée américaine Ramy comme influence majeure et s'inspire de sa propre vie pour le scénario : « J’ai un truc un peu égoïste. J’ai pour habitude, comme je n’ai pas trop confiance en moi, de me dire “je vais mettre un maximum de trucs qui me sont arrivés, comme ça, si je les loupe, au moins ça sera sincère.” Il y a une part de fiction, mais il y a au moins 30 % de choses qui me sont arrivées. »
Le tournage a notamment lieu en Algérie. Plus précisément en Kabylie dans le village de Mekla.

## Accueil critique
Sur le site AlloCiné, qui recense 8 critiques de presse, le film obtient la note moyenne de 3,3⁄5
.